# Grimston (Leicestershire)
Grimston – wieś i civil parish w Anglii, w Leicestershire, w dystrykcie Melton. W 2011 civil parish liczyła 294 mieszkańców. Grimston jest wspomniana w Domesday Book (1086) jako Grimestone.